# Thanatophilus dentiger
Thanatophilus dentiger es una especie de escarabajo carroñero del género Thanatophilus, categorizada en la tribu Silphini, de la subfamilia Silphinae. Fue descrita por A.P.Semenov en 1891.

## Distribución
Se distribuye por Asia: China, India, Nepal y Pakistán.